# Gustav von Schimmelmann
Gustav Bernhard Karl Thilo von Schimmelmann (né le 4 août 1816 à Letzlingen et mort le 17 février 1873 à Magdebourg) est un lieutenant général prussien.

## Biographie

### Origine
Il est le fils du maître forestier Ernst Karl Heinrich von Schimmelmann (de) et de son épouse Elisabeth Sophie Luise Friederike, née von Seebach (de).

### Carrière militaire
Schimmelmann s'engage le 16 janvier 1834 dans le 1er régiment à pied de la Garde de l'armée prussienne et est promu sous-lieutenant à la fin de l'année. De 1841 à 1843, il est affecté à l'École générale de guerre pour se perfectionner. Cela est suivi en 1846/47 par une affectation au bureau topographique. Promu premier lieutenant le 22 août 1848, il devient commandant de compagnie au 2e bataillon du 4e régiment de la Garde de Landwehr. Il s'engage ensuite dans la campagne de Bade. Pour la bataille de Wiesenthal, Schimmelmann reçoit l'ordre de l'Aigle rouge de 4e classe avec épées. Après avoir été commandé au service topographique de l'état-major général, il est promu capitaine le 17 octobre 1850.
Le 18 juillet 1855, il est promu major à l'état-major de la 16e division d'infanterie. Parallèlement, à partir du 8 septembre 1855, Schimmelmann est également directeur des écoles divisionnaires unifiées des 15e et 16e divisions d'infanterie. À la mi-octobre 1855, il est affecté à l'état-major général du gouvernement militaire de la province de Rhénanie. Agrégé à l'état-major général de l'armée le 16 octobre 1858 et nommé aide de camp personnel du prince régent Guillaume, Schimmelmann est promu lieutenant-colonel dans cette position le 31 mai 1859 et est nommé aide de camp de Guillaume après son accession au trône de Prusse. Tout en restant dans cette position, Schimmelmann est promu colonel le 18 octobre 1861 et nommé en même temps commandant du 39e régiment de fusiliers. Le même mois, il reçoit la croix de commandeur de la Légion d'honneur et le 11 juin 1864 l'ordre de Saint-Vladimir de 3e classe.
Schimmelmann est nommé commandant de la 9e brigade d'infanterie le 18 avril 1865 et est promu au grade de major général deux mois plus tard. Il dirige cette brigade lors de la guerre contre l'Autriche lors des batailles de Gitschin et de Sadowa. Il y fait si bien ses preuves qu'il est décoré de l'ordre Pour le Mérite le 20 septembre 1866. Juste avant la guerre contre la France, Schimmelmann est nommé commandant de la 17e division d'infanterie et, quelques jours plus tard, promu lieutenant-général. Il dirige sa grande unité lors de la bataille de Saint-Privat et au siège de Metz, pour lesquels il reçoit également la croix de fer de 1re classe. Début novembre 1870, Schimmelmann tombe malade et doit donc céder le commandement de la division au major général division Hermann von Tresckow.
Ce n'est qu'après la conclusion de la paix que Schimmelmann reprend la 17e division d'infanterie le 23 mai 1871, qu'il commande jusqu'au 22 décembre 1871. En reconnaissance de ses mérites, il reçoit le 16 juin 1871 l'étoile de l'ordre de l'Aigle rouge de 2e classe avec feuilles de chêne et épées. Schimmelmann est ensuite nommé commandant de Magdebourg. Il meurt à ce poste d'une hémorragie.

### Famille
Schimmelmann se marie le 10 juillet 1866 à Wittgendorf avec Marie Luitgarde Wesermann (née le 6 novembre 1828 à Elberfeld et morte le 28 octobre 1909 à Friedrichroda). Elle est la fille du maître d'œuvre d'arrondissement Heinrich Moritz Wesermann. Le mariage donne naissance au futur colonel de police Ernst von Schimmelmann (de) (1869–1953), qui reçoit l'ordre Pour le Mérite pendant la Première Guerre mondiale en tant que commandant du 394e régiment d'infanterie.